# Isabel Luísa, Princesa da Beira
D. Isabel Luísa Josefa de Bragança, Princesa da Beira, cognominada de A Sempre Noiva (Lisboa, 6 de janeiro de 1669 - Lisboa, 21 de outubro de 1690), foi a primeira e única filha do Rei Pedro II de Portugal e de Maria Francisca de Saboia, que, por ser a filha mais velha, foi proclamada Princesa da Beira e Duquesa de Bragança e declarada herdeira presuntiva da coroa, de 1674 até ao nascimento do seu meio-irmão João, Príncipe do Brasil, e, após a morte deste, até ao nascimento de outro meio-irmão, o futuro Rei João V de Portugal.

## Biografia

### Nascimento e baptismo
Nasceu no Palácio Corte Real, à data designado por Paço da Corte Real, em Lisboa, a 6 de janeiro de 1669, sendo o seu pai, à data, ainda Príncipe regente. A notícia foi festejada com repiques de sinos e três dias de luminárias. No dia seguinte, na Capela Real do Paço da Ribeira, cantou-se Te Deum e realizou-se uma missa de ação de graças presidida pelo padre António Vieira. Na mesma ocasião, mandou o seu pai perdoar as penas de açoites às mulheres que tivessem sido condenadas e estivessem presas por desrespeitarem as posturas municipais. Este nascimento, num contexto político que carecia de afirmar e reafirmar a sua legitimidade, permitiu que o baptizado da criança constituísse uma oportunidade importante para reforçar a posição portuguesa. Foi baptizada na Capela Real a 2 de março, com o nome de Isabel Luísa Josefa de Bragança, pelo Bispo de Targa, Deão da referida capela e depois Arcebispo Primaz Francisco de Sottomayor, rodeando a cortina do batistério doze fidalgos com tochas acesas. Teve por padrinho o Rei Luís XIV de França, sendo procurador Belchior de Hêron, Abade de Saint-Romain, embaixador enviado pelo padrinho que presenteou a baptizanda com uma jóia que continha dez mil brilhantes. A infanta foi levada nos braços de Nuno Álvares Pereira de Melo, 1.º Duque de Cadaval, Conselheiro de Estado e Mordomo-mor da Princesa regente, debaixo de um rico pálio, como era costume. Não teve madrinha, por ter recusado o convite a sua tia paterna Catarina de Bragança, devido às tensões ainda sentidas pela deposição e aprisionamento de Afonso VI e do subsequente casamento de Pedro com a cunhada.

### Infância e educação

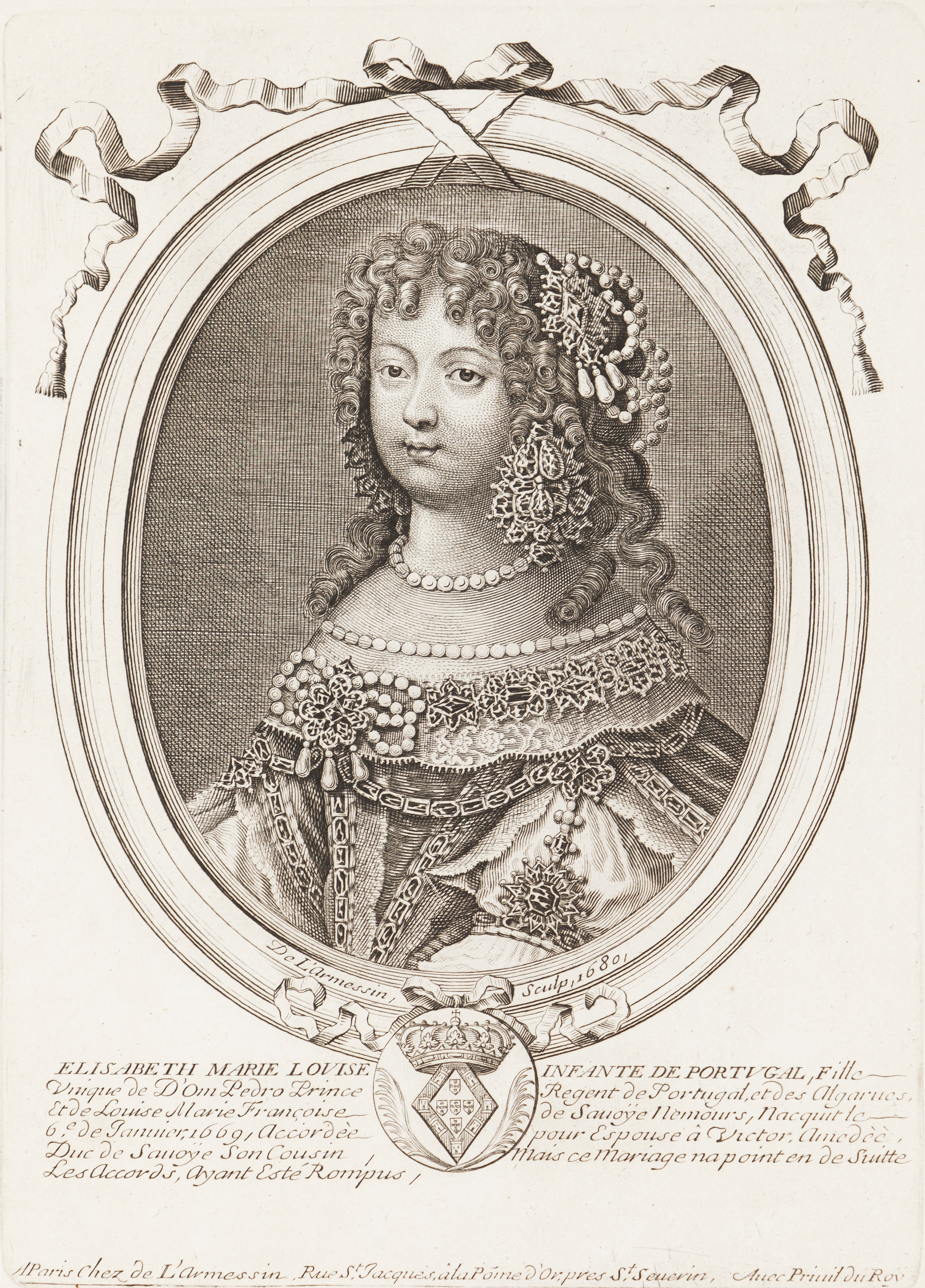
Gravura de Isabel Luísa de Bragança na infância (Coleção privada, por Nicolas de Larmessin, 1680).

Águeda Maria Cardosa, mulher de Luís de Vargas, fidalgo da Casa Real, foi nomeada ama da infanta. Segundo Pedro Norberto de Aucourt e Padilha, a aia «(...) occultava varias indisposiçoens, que padecia, por se conservar naquelle illustre ministerio (...)». A preocupação com a criação da herdeira de Portugal foi visível até nos cuidados de alimentação da ama de leite antes e durante o período de amamentação. Devido a este incidente, a Rainha sua mãe decidiu educá-la.
O secretário de Estado Francisco Correia de Lacerda, mais do que uma vez informou Duarte Ribeiro de Macedo, estando em Paris, acerca da saúde e do crescimento da criança. Por exemplo, a 14 de abril de 1670, escreveu que a Rainha tinha saído «(...) fóra e levou consigo a Senhora Infanta com que se allegrou todo este povo.» A 5 de janeiro de 1671, na véspera de completar dois anos, Isabel Luísa estaria «mui crescida e linda», o mesmo acontecendo a 29 de fevereiro do ano seguinte.
A 15 de janeiro de 1674 convocaram-se Cortes em Lisboa, contando a infanta apenas 5 anos, quando foi jurada herdeira presuntiva da coroa, a 27 do mesmo mês. Recebeu uma educação equivalente à de um futuro Rei, para além de lhe ter sido instituída a Casa do Infantado. Inteligente e precoce, falava com perfeição a língua materna, francesa, italiana e espanhola. Sabia latim e amava as Letras, sendo a sua lição preferida a de História, à qual muito se dedicava, sabendo história nacional, universal, sagrada e profana. Teve igualmente educação religiosa, comungando pela primeira vez aos 6 anos. Tocava com destreza o cravo e tinha talento para a dança. Lia semanalmente os relatórios do governo. Sabe-se que também apreciava montar e caçar, tendo sido festejada quando capturou o primeiro javali, aos 16 anos. Nutria um gosto pela caça aos javalis na companhia do pai em Salvaterra de Magos e chegou a ser comparada a Diana, a deusa caçadora, em vários sonetos.
António Caetano de Sousa descreveu a Princesa da seguinte forma: «A natureza a dotou de huma prodigiosa fermosura, e adiantando-se nos annos brilhava com as virtudes; porque foy de condição branda, com natural affabilidade, que sentava em bom entendimento, a que ajuntou prudencia, devoção, e piedade, com taõ admiravel genio, que nunca deu motivo, a que pessoa alguma della se queixasse, antes teve particular cuidado de honrar a todos; assim era universalmente amada: a sua Real pessoa era a alegria do povo todas as vezes, que permittia deixarse ver, sahindo fóra. (...) Era a Infanta de corpo alta, alguma cousa delgada, mas muito bem feita, proporcionada, e ayrosa, muy fermosa, branca, os cabellos louros, e bellos, olhos azues, e fermosissimos, o nariz alguma cousa mayor, do que pedia a proporção do rosto, mas não lhe servia de dezar, a boca muito bem feita com admiraveis dentes, chea de Magestade, de sorte, que no todo foy huma das mais bellas producções, que creou a natureza, a que ajuntava huma benignidade natural em coraçaõ pio, e generoso, com que se fez universalmente amada da Nobreza, e do Povo.» Para o padre António Vieira era «(...) muito benigna, muito discreta, muito vigilante, muito liberal e, sobre tudo, muito favorecida do Ceo.»

### O Tratado de Casamento (1679-1682)

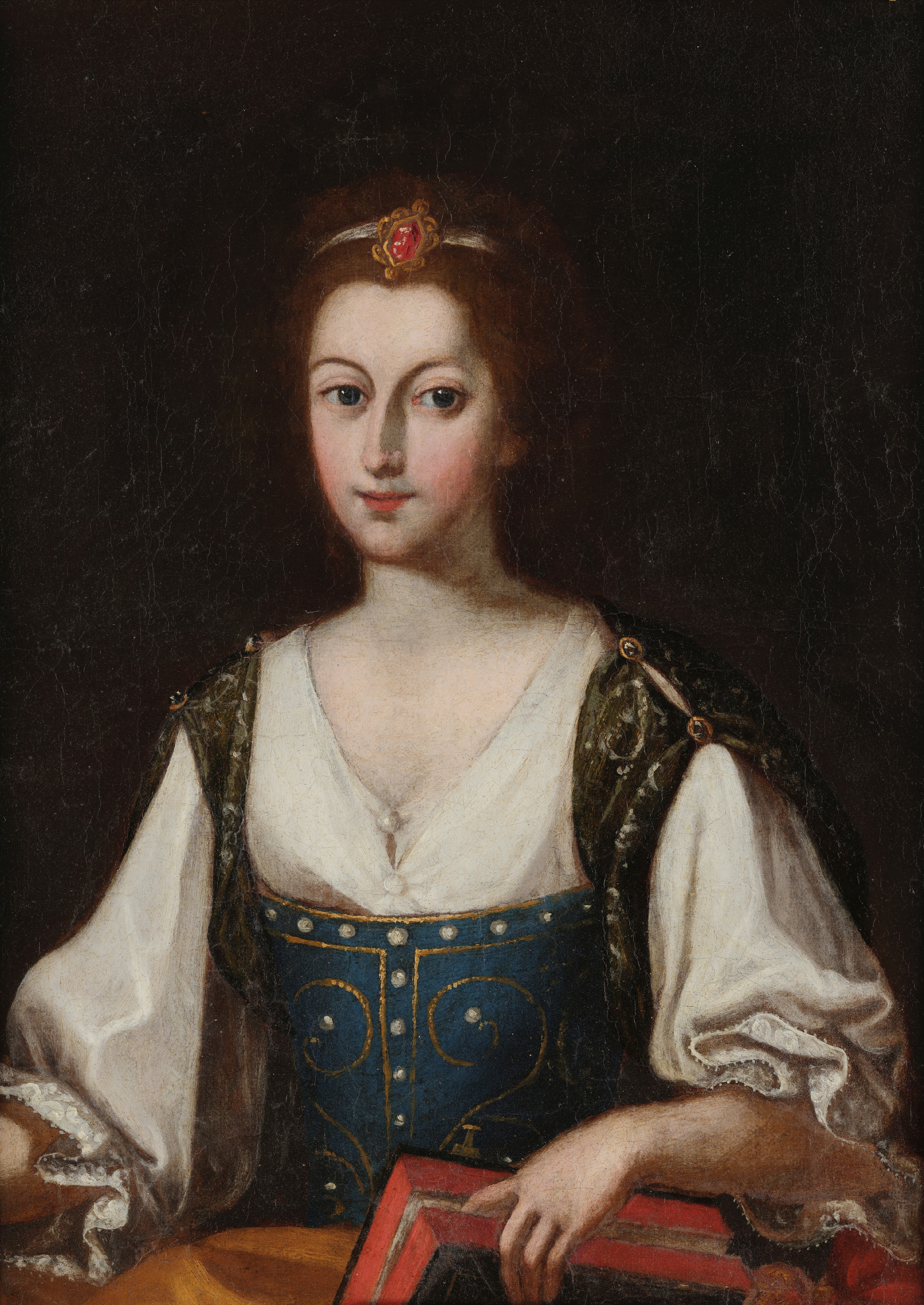
Isabel Luísa de Bragança na juventude (Museu Nacional dos Coches, por Josefa de Óbidos, década de 1680).

Tratou o seu pai do seu casamento, e entre os príncipes pretendentes, foi escolhido Vítor Amadeu II da Sardenha, Duque de Saboia e depois Rei da Sardenha, que era seu primo-direito pelo lado materno, sobrinho de sua mãe, que esta considerou ser o esposo mais conveniente à infanta e ao Reino. Ajustado e firmado o Tratado de Casamento em Lisboa, a 14 de maio de 1679, surgiu, no entanto, uma problemática. Conforme a lei fundamental das Cortes de Lamego, que proibíam que as filhas herdeiras casassem com príncipes estrangeiros, e que, casando, ficariam excluídos os seus descendentes da sucessão da coroa, não sendo possível naquele tempo verificar-se a efetivação do casamento, impôs-se criar uma doutrina jurídica para o fundamento daquela união, tendo também em conta que o seu tio, o Rei Afonso VI, ainda era vivo. Convocaram-se então Cortes, a 1 de novembro de 1679, nas quais a Junta dos Três Estados, que detinha o mesmo poder que estabelecera as leis até então em vigor, interpretou a referida lei, derrogando-a apenas para o efeito do casamento da infanta com o Duque de Saboia, com a condição de este vir a residir em Portugal, naturalizando-se pela habitação e ânimo de permanecer e assistir ao Reino. O Príncipe regente seu pai, interpôs autoridade real, para que aquela dispensa fosse firme, estável e que se realizasse com toda a legalidade, permanecendo a lei, no entanto, no seu vigor.
Para último complemento do tratado, mandou o Duque de Saboia a Portugal o seu embaixador Carlos de Este, Marquês de Ornano, com todos os poderes para celebrar os esponsais, fazendo este a sua entrada pública no Reino a 10 de março de 1682, sendo conduzido por João de Mascarenhas, 1.º Marquês de Fronteira e Conselheiro de Estado. A referida cerimónia foi presidida pelo Bispo Frei Manuel Pereira, no dia 25, no salão dos Embaixadores, sendo procurador da Infanta Nuno Álvares Pereira de Melo, 1.º Duque de Cadaval, enquanto Conselheiro de Estado e do Duque, o seu embaixador, sendo ali oferecido o costumado presente à noiva, que foi um colar de pérolas, que o Rei Manuel I tinha oferecido à filha Beatriz de Portugal, quando se casou com Carlos III, Duque de Saboia, que depois foi devolvido. Estavam presentes os Príncipes regentes Pedro e Maria Francisca, sentados no trono e toda a Corte de Lisboa, indumentados com roupas e jóias magníficas. Entre as condições que se outorgaram no tratado, teria o Príncipe regente de oferecer uma das Casas do Estado ou Infantado, à sua escolha, ao Duque de Saboia. Escolheu a Casa de Bragança, doando à filha todo o Estado da referida Casa, com todas as jurisdições, rendas, padroados e bens que lhe pertenciam, da mesma maneira que a tinham possuído os Príncipes do Brasil Teodósio e Afonso, a qual era então administrada pelo Príncipe regente conforme a disposição original de João IV desde a interdição do irmão, mas com cláusula, de que se nascesse um filho varão, a doação cessaria o efeito. A referida doação foi ratificada a 20 de junho de 1682.

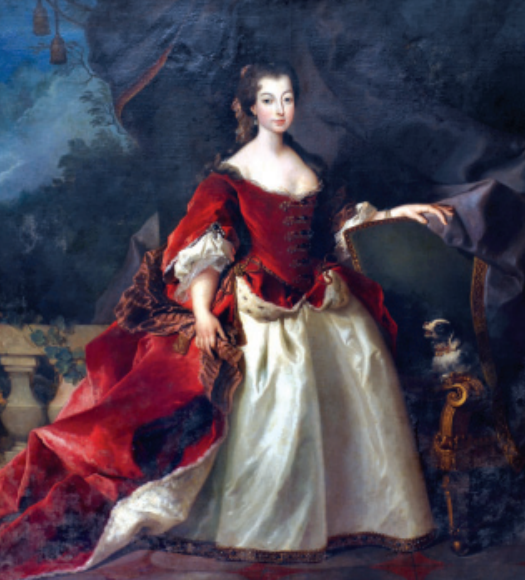
Isabel Luísa de Bragança (Paço Ducal de Vila Viçosa, por Domenico Duprà, 1725).

A 1 de junho do mesmo ano, saiu do porto de Lisboa uma rica Armada de oito naus, da qual foi general Pedro Jacques de Magalhães, 1.º Visconde de Fonte Arcada, para transportar o Duque de Saboia a Portugal, conduzido pelo Duque de Cadaval enquanto embaixador da coroa portuguesa, que levava Procuração da infanta redigida a 29 de maio para em seu nome receber o Duque. Participaram desta viagem, ocupando vários postos e funções: João de Lencastre, Manuel Jacques de Magalhães, filho do general da Armada, Pedro de Figueiredo de Alarcão, Miguel Carlos de Távora, Lourenço Nunes, Gonçalo da Costa de Menezes, Luís Lobo da Silva, Fernando Mascarenhas, Vitório Zagallo, João de Castro, Francisco Mascarenhas, Tristão da Cunha de Ataíde, João Diogo de Ataíde, João de Almeida, António Álvares da Cunha, João de Sousa, Baltazar Rebelo, doze moços de câmara, dezoito reposteiros e restantes oficiais da Casa Real que constituíam quase seis mil homens. Chegaram a Villefranche, onde o Duque de Cadaval passou a Turim e ali se encontrava o Duque de Saboia doente, ou dizendo-se doente, de uma febre que durou quarenta dias. O facto serviu de pretexto ao partido contrário de Maria Joana Baptista de Saboia, Madame Real, tia materna de Isabel Luísa, mãe do Duque e regente em sua menoridade, para adiar a viagem a Portugal que muito desejava, a fim de assegurar uma coroa real ao filho. Dizia o partido inimigo, que era para ficar governando sem competidor aos seus Estados, favorecendo nesse caso as ideias de Luís XIV. O embaixador português, vendo que o Duque se não restabelecia, que o partido contrário à sua vinda para Portugal aumentava e que o próprio Duque se inclinava a esse partido, resolveu voltar para terras lusitanas a 4 de outubro, não querendo invernar nos portos de Piemonte, chegando a Portugal a 3 de novembro. O verdadeiro motivo de se ter desmanchado o casamento do Duque de Saboia, especula-se que teria sido o receio dos saboianos da influência preponderante de Luís XIV, que era quem desejava muito este casamento, provavelmente para, com a coroa de Portugal, dar uma compensação ao duque Vítor Amadeu pela perda de Piemonte, que desejaria anexar à França. Após a quebra do acordo matrimonial, Maria Joana Baptista escreveu à irmã a lamentar o desfecho e a culpar o Duque de Cadaval que falara «publicamente de um modo imperioso na compleição de um príncipe moço do qual ele recebeu todo o género de bons tratamentos e a quem reconheceu por seu príncipe soberano». Nuno Álvares Pereira de Melo ficou a saber que Luís XIV pretendia fazer um tratado com Portugal acerca do Ducado de Sabóia o que, naturalmente, acabaria com a desejada neutralidade portuguesa.
Isabel Luísa foi, como todas as princesas e infantas, uma peça importante no jogo político internacional. Os vários projetos de casamento envolvendo a herdeira de Portugal nunca lograram êxito, não obstante os empenhos portugueses e franceses. Apesar de ter tido algo como 17 candidatos à sua mão, uns mais consistentes do que outros, a Princesa nunca casou. Alguns dos pretendentes propostos pelo seu pai foram Luís XIV, que era seu padrinho e tinha enviuvado recentemente, o filho deste Luís, Grande Delfim de França, Carlos II de Espanha, Fernando de Médici, Grão-príncipe da Toscana, Rainúncio II Farnésio, Duque de Parma, José I do Sacro Império Romano-Germânico, Luís Armando II, Príncipe de Conti, Maximiliano II Emanuel, Eleitor da Baviera e Carlos III Filipe, Eleitor Palatino, o que lhe valeu o cognome de A Sempre Noiva.

### Princesa da Beira e Duquesa de Bragança (1682-1689)
Isabel Luísa foi, além de Princesa da Beira, Duquesa de Bragança e Senhora de todos os Estados da referida Casa, em virtude da doação ocorrida aquando das negociações do seu casamento em 1682. Fê-la também o seu pai Comendadora da Ordem Militar de Cristo, com as Comendas da Ega, Castelo Branco e Dornes, das quais teve a administração, sendo-lhe passadas Cartas em 1686. Assim manteve a Casa, servindo-a com grande respeito, tendo por Camareira-mor Francisca de Noronha, Marquesa de Soure, que tinha sido sua aia e por damas de companhia várias senhoras do mesmo estrato. Teve por Mordomo-mor Nuno de Mendonça, 2.º Conde de Vale de Reis, Conselheiro de Estado e Presidente do Conselho Ultramarino e por Estribeiro-mor Nuno da Cunha de Ataíde, 1.º Conde de Pontével, Conselheiro de Guerra e Presidente da Junta do Comércio. Foram vereadores Diogo de Faro e Sousa, Cristóvão de Almada, Lourenço de Lencastre, entre outros, além de restantes oficiais e criados pertencentes ao serviço.
Com a morte de seu tio Afonso a 12 de setembro de 1683, o seu pai ascende integralmente ao trono português como Pedro II e Isabel Luísa é oficialmente proclamada Princesa da Beira, como filha mais velha do monarca. No dia da Apresentação de Nossa Senhora do mesmo ano, que a Igreja Católica celebrava a 21 de novembro, recebeu o sacramento da confirmação na Capela Real do Paço da Ribeira, que lhe conferiu o Capelão-mor e Arcebispo de Lisboa Luís de Sousa, tendo por padrinho o Padre Frei Domingos da Cruz da Ordem Seráfica, Comissário da Ordem Terceira, a quem os seus pais veneravam, pela sua exemplar vida de santo.
Pouco tempo depois, sobreveio à sua mãe uma grave enfermidade, tendo esta falecido a 27 de dezembro do mesmo ano. Isabel Luísa tinha apenas 14 anos e sofreu intensamente a perda da mãe, tendo proferido as seguintes palavras anos mais tarde: «Com a morte de minha mãe perdi abrigo e ceptro». Entre o grande dote que a Rainha deixou à Princesa, constava um milhão de cruzados, prata, jóias e preciosos móveis, além de um documento a que a Rainha intitulou de «Instrucçaõ». A morte da Rainha consorte foi de tal maneira sentida pelo Rei, que, penetrado na dor da sua perda, recusou de imediato qualquer proposta de segundas núpcias. No entanto, devido à pressão exercida pelo Papa Inocêncio XI e pelo Conselho de Estado, Pedro II contraiu segundo matrimónio, em 1687, com a Princesa Maria Sofia de Neuburgo. Com o nascimento de um varão, o seu meio-irmão João, Príncipe do Brasil, a 30 de agosto de 1688, Isabel deixa de ser herdeira presuntiva da coroa e perde a posse da Casa de Bragança, no entanto, com a morte deste a 17 de setembro do mesmo ano, é-lhe novamente concedida a mesma honraria, que só volta a perder, e definitivamente, com o nascimento de outro meio-irmão, o futuro Rei João V de Portugal, a 22 de outubro de 1689, de quem foi madrinha de baptismo, a 19 de novembro do mesmo ano.
A questão do casamento da Princesa passou para segundo plano após a morte de sua mãe e ainda mais após o novo enlace do seu pai. Mesmo assim, o marquês de Torcy, estando em Portugal, ainda durante o luto pela Rainha, fez saber que o pai desejava unir Isabel Luísa à Casa de Neuburgo. Não obstante, o nascimento de herdeiros varões fez com que o único fruto do enlace de Pedro e Maria Francisca perdesse interesse no "mercado matrimonial" europeu.

### Falecimento e posteridade

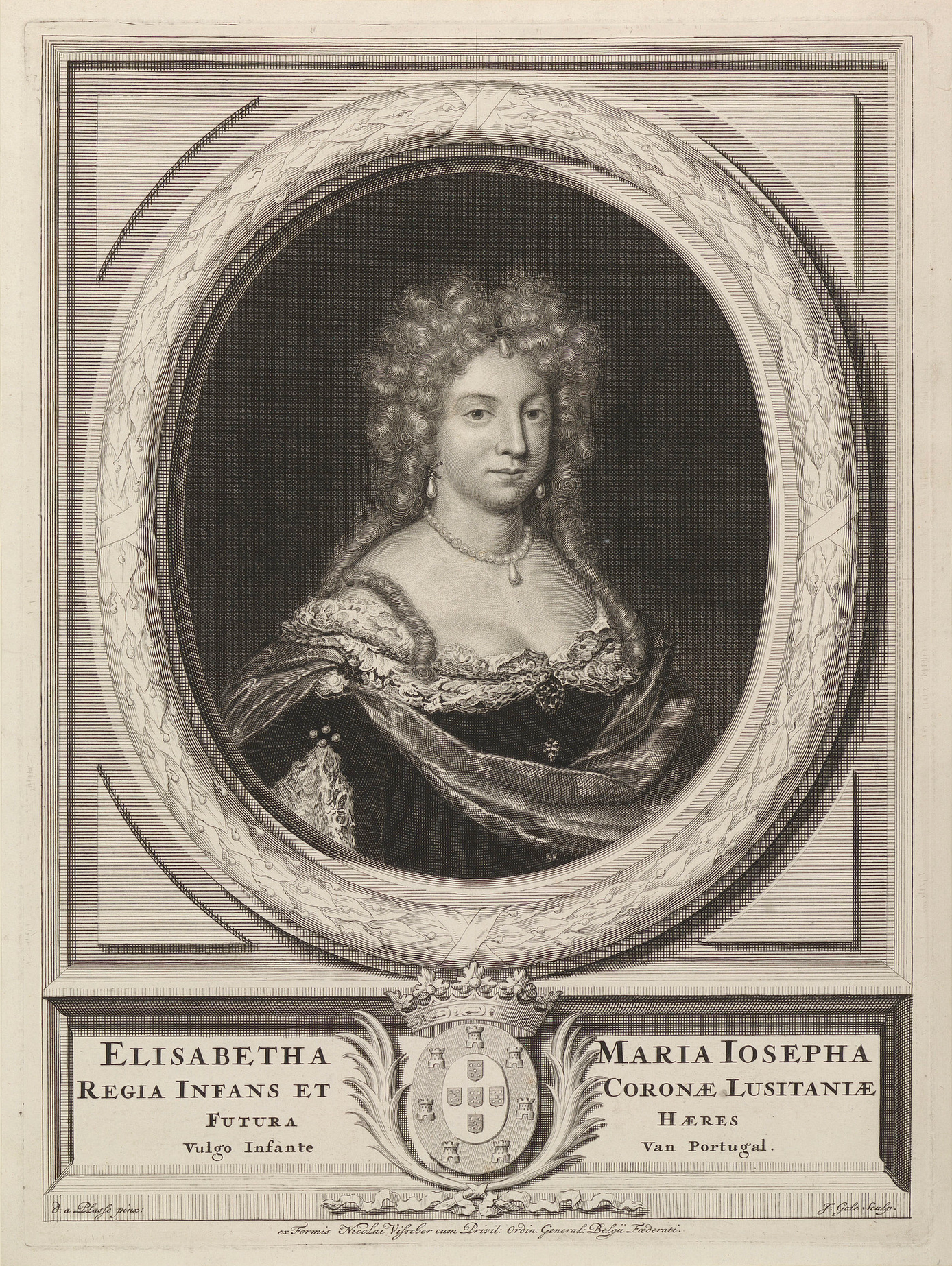
Gravura de Isabel Luísa de Bragança (Royal Collection, por David van der Plas, entre 1708 e 1711).

Em 1690, adoeceu gravemente com varíola (à data designada por bexigas malignas), da qual convalesceu após um longo período de cura, no entanto, como era de saúde frágil e reagiu mal aos remédios, que além de ineficazes lhe pioraram a condição, contraiu tuberculose pulmonar, que se foi agravando a ponto de a Princesa se preparar para morrer cristãmente. Confessou-se junto do Padre Pero Pomero, que já havia sido confessor de sua mãe e tomou o Sagrado Viático a 9 de outubro do dito ano, administrado pelo Arcebispo Luís de Sousa, o qual ordenou ao Prior da Igreja de São Julião que lhe trouxesse o Santíssimo Sacramento da sua paróquia para o administrar à Princesa. Como a Lei do Reino e o Direito comum não permitiam aos filhos-família (menores sujeitos à autoridade paterna) fazerem testamento, a Princesa pediu junto do pai que lhe fosse permitido fazê-lo, o qual lhe concedeu por Alvará de 11 de outubro. No mesmo dia fez o seu próprio testamento, que foi redigido por Luís Teixeira de Carvalho, conselheiro e secretário do Rei, nomeando por testamenteiro o seu pai e dispondo legados e obras pias, por várias pessoas e entidades, maioritariamente em prol dos pobres. Mandou que se alforriassem as suas escravas. Mandou também dizerem-se dez mil missas no Convento do Santo Crucifixo das Capuchinhas Francesas, fundado por sua mãe e onde esta se encontrava sepultada, junto da qual se quis também sepultar. Deixou à sua madrasta uma jóia, que esta lhe tinha oferecido «(...) para demonstraçaõ, e memória do seu respeito, porque a tivera sempre em lugar de mãy;». Com piedade, mostrou o quanto estimara as pessoas que a serviram, recomendando-as ao Rei. Depois, foi o testamento aprovado por Mendo de Fóios Pereira, conselheiro e secretário do Rei, a 13 do mesmo mês, junto de várias testemunhas.

Faleceu no Paço da Ribeira, em Lisboa, a 21 de outubro de 1690, dia em que a Igreja Católica celebrava a memória de Santa Úrsula, a quem tinha sido muito devota, aos 21 anos de idade. A sua morte foi largamente sentida na Corte, sendo-lhe dedicada uma coletânea de elogios fúnebres. Três dias depois, transportou-se o caixão com o corpo de Isabel Luísa para a sala de audiências da Princesa, onde foi velado durante a noite por várias damas, pela camareira-mor e por dois capelães. Foi vestida com o hábito de São Francisco e, como era sua vontade, foi sepultada, dia 25, no coro da igreja do Convento do Santo Crucifixo das Capuchinhas Francesas (também conhecido por Convento das Francesinhas), junto à sua mãe. Com a eminente demolição do edifício determinada em maio de 1911, foi trasladada, juntamente com a mãe, para o Panteão da Dinastia de Bragança, em abril de 1912.